# La Toile Daligram
La Toile Daligram es una obra de Salvador Dalí del año 1972.
Salvador Dalí es un creador en el sentido más amplio del término que, como sus admirados artistas del Renacimiento, va más allá de la pintura. La proyección de su genio  se diversifica y se convierte en poliédrica: pintor, escritor, escenógrafo, dibujante, ilustrador y también diseñador. Dalí muestra un interés destacado por el mundo del diseño en todos sus ámbitos: desde el proyecto para una butaca que respira hasta el diseño de joyas, escenografías y vestuario para teatro, ballet o cine, diseño de alfombras, corbatas, telas, vestidos, cerámica, o diseño de interiores como el proyecto de su casa de Port Lligat, el Teatro-Museo Dalí o el propio castillo de Púbol.
En el campo concreto del grafismo, Dalí hace un diseño de autor, muy personal, siempre relacionado con su iconografía y que evoluciona de acuerdo al resto de su obra, especialmente de la pintura. Cabe destacar la absoluta independencia creativa del artista, que deja de lado normas y otras pautas dictadas por el mercado para potenciar la máxima libertad, tanto de expresión como de interpretación, mostrando en todo momento un gran interés por la composición tipográfica. Dalí diseña portadas de revistas, carteles de películas, portadas de libros, novelas escritas por él mismo, inspirándose en fuentes tan diversas como la mitología, los descubrimientos científicos, la geología o la naturaleza. Podemos destacar:
- la tipografía personalizada para Fantastic Memories, 1945, de Maurice Sandoz
- los dos números de la publicación Dalí News, de 1945 y 1947 respectivamente
- el cartel Dada-Surrealism and their heritage, de 1968, con una escritura que busca la tridimensionalidad
- la caligrafía desarrollada para un Tratado de escritura catastrofeïforme de 1982, concebida a partir de la teoría de las catástrofes del matemático René Thom.

En el año 1970, mismo año en el que Dalí regala a su mujer y musa Gala el castillo de Púbol, promesa que le había hecho desde el año 1930, crea un conjunto de grafías y símbolos en tinta negra y dorada sobre dos cartones. Esta creación se conoce con el nombre de Daligramas y representan las iniciales de Dalí y Gala, así como símbolos de clara alusión a la realeza como son la corona o la flor de lis. Posteriormente y a modo de divertimento, Salvador Dalí encola los cartones en una cartera de la Maison Louis Vuitton, realizando así un guiño al uso de monogramas como elemento de diseño de marca de lujo, elevándolo a la categoría de arte. 
La Maison Lancel interpretó los Daligramas en los años 70, creando un bolso dedicado a Gala, le Dali, cuya  asa es una cadena de bicicleta. 
La obra original  forma parte del archivo de la Fundació Gala-Salvador Dalí que es la institución que protege los derechos y el patrimonio del artista.
- Datos: Q3213161